# Crackers International
Crackers International è un EP natalizio del gruppo musicale britannico Erasure, pubblicato nel 1988.

## Tracce
Tutte le tracce sono state scritte da Andy Bell e Vince Clarke.

7" (UK)
1. Stop! (fade ending) – 2:55
2. The Hardest Part – 3:40
3. Knocking on Your Door – 2:57
4. She Won't Be Home – 3:28

7" (USA)
1. Stop! (7-inch version) – 2:55
2. Ship of Fools – 4:01

12" (UK)
1. Stop! (cold ending) – 3:03
2. The Hardest Part (12" version) – 5:07
3. Knocking on Your Door (12" version) – 3:59
4. She Won't Be Home – 3:28